# فرودگاه منطقه‌ای دوبوا
فرودگاه منطقه‌ای دوبوا (به انگلیسی: DuBois Regional Airport) یک فرودگاه است . این فرودگاه در کشور ایالات متحده آمریکا قرار دارد .